# Djefai-Hapi I.
Djefai-Hapi I. war ein altägyptischer Beamter, der während der Regierungszeit von Sesostris I. (ca. 1920–1875 v. Chr.) in der 12. Dynastie des Mittleren Reiches als Nomarch von Assiut amtierte. Er trug die Titel des Bürgermeisters von Assiut sowie des Vorstehers der Priester der Tempel von Upuaut und Anubis, den Hauptgottheiten der Stadt.

## Leben und Familie
Djefai-Hapi I. war zweimal verheiratet, mit Sennuy und Wepay. Aus diesen Ehen gingen zwei Söhne hervor, die beide den Namen Djefai-Hapi trugen, sowie eine Tochter namens Idy, die nach seiner Mutter benannt war. Djefai-Hapi I. hatte einen Bruder, der ebenfalls Djefai-Hapi hieß. In seinen Inschriften bezeichnete er sich als Abkömmling des Gottes Upuaut, ohne den Namen seines Vaters zu nennen. Einige Ägyptologen vermuten, dass der als Djefai-Hapi II. bekannte Nomarch sein Vater gewesen sein könnte, jedoch ist dies nicht gesichert.

## Grab
Zwischen 1910 v. Chr. und 1880 v. Chr. ließ Djefai-Hapi I. sich das größte Grab auf dem Gebel Asyut al-gharbi anlegen, welches auch das größte private Felsgrab seiner Zeit in Ägypten ist. Das Grab, bekannt als Grab I oder P10.1, erstreckt sich über eine Länge von mindestens 120 m und umfasst mehrere in den Fels gehauene Kammern mit einer Höhe von über 11 m.
Die Innenräume des Grabes sind reich mit Malereien und in Stein gemeißelten Inschriften verziert. Von besonderem Interesse für Ägyptologen sind die sogenannten Assiut-Verträge, eine Reihe von Inschriften, die Vereinbarungen zwischen Djefai-Hapi I. und verschiedenen Priesterschaften über Opfergaben und Rituale für seinen Totenkult dokumentieren.